# Collio
Collio (lombardul: Còi) település Olaszországban, Lombardia régióban, Brescia megyében. Lakosainak száma 1988 fő (2023. január 1.). Collio Bagolino, Bovegno, Marmentino, Pertica Alta, Pertica Bassa, Bienno és Lavenone községekkel határos.

## Népesség
A település lakossága az elmúlt években az alábbi módon változott:
| Lakosok száma | 2148 | 2106 | 1988 |
|               | 2017 | 2018 | 2023 |